# سلیم الهدوی
سلیم الهدوی (انگلیسی: Selim Hedoui؛ زادهٔ ۱ اکتبر ۱۹۸۳) بازیکن هندبال اهل تونس است.
از باشگاه‌هایی که در آن بازی کرده‌است می‌توان به باشگاه ورزشی العربی قطر اشاره کرد.